# Modelo atômico de Dalton

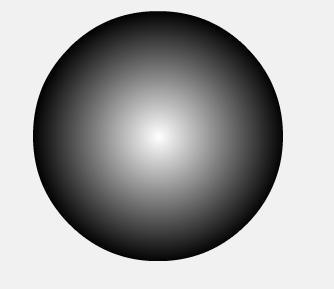
Modelo atômico bola de bilhar proposto por Dalton.

Retomados da hipótese de Leucipo de Mileto e Demócrito de Dera. Segundo o químico John Dalton, nas diversas combinações dos átomos, ainda tidos como partículas fundamentais e indivisíveis, estaria a origem da diversidade das substâncias conhecidas. Os átomos seriam minúsculas esferas maciças, homogêneas, indivisíveis e indestrutíveis. Mais tarde, Joseph John Thomson, formulou as ideias de Dalton e descobriu partículas de carga negativa, os elétrons.

## Estrutura

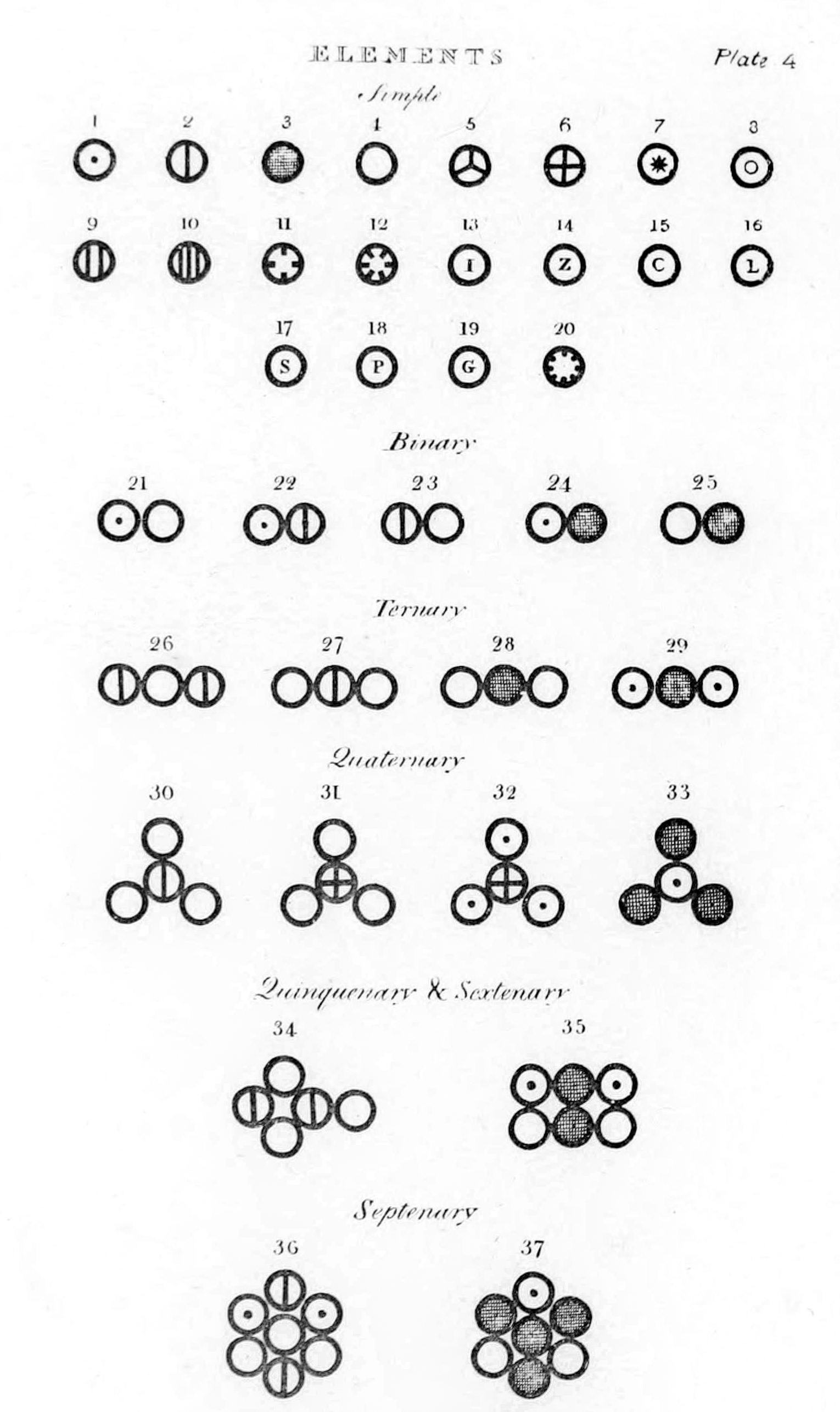
No campo da filosofia, Dalton fez um sistema de átomos de moléculas.

Em 1803, Dalton publicou o trabalho Absorption of Gases by Water and Other Liquids, (Absorção de gases pela água e outros líquidos), no qual delineou os princípios de seu modelo atômico.
Segundo Dalton:
- átomos de elementos diferentes possuem propriedades diferentes entre si;
- átomos de um mesmo elemento possuem propriedades iguais e de peso invariável;
- átomo é a menor porção da matéria, e são esferas maciças e indivisíveis;
- nas reações químicas, os átomos permanecem inalterados;
- na formação dos compostos, os átomos entram em proporções numéricas fixas 1:1, 1:2, 1:3, 2:3, 2:5 etc.;
- a massa total de um composto é igual à soma das massas dos átomos dos elementos que o constituem.

No ano de 1808, Dalton propôs a teoria do modelo atômico, onde o átomo é uma minúscula esfera maciça, impenetrável, indestrutível, indivisível e sem carga. Todos os átomos de um mesmo elemento químico são idênticos. Seu modelo atômico foi chamado de modelo atômico da bola de bilhar.